# Góry (województwo zachodniopomorskie)
Góry (niem. Bergen) – wieś sołecka w Polsce położona w województwie zachodniopomorskim, w powiecie białogardzkim, w gminie Białogard. W latach 1975–1998 wieś należała do województwa koszalińskiego. W roku 2007 wieś liczyła 78 mieszkańców. Jest najwyżej (85 m n.p.m.) oraz najbardziej na południe położoną miejscowością gminy.
Osada wchodząca w skład sołectwa:
- Liskowo.

## Geografia
Wieś leży ok. 15 km na południe od Białogardu, ok. 2 km na zachód od drogi wojewódzkiej nr 163. Teren w pobliżu wsi zajęty jest przez pola uprawne, lasy i tereny pagórkowate.

## Historia
Góry były starym lennem Woldenów. W poł. XVII wieku majątek był własnością Boninów, którzy w roku 1685 sprzedali go margrafowi von Wolde. W drugiej poł. XVIII wieku majątek bardzo często zmieniał właścicieli. Rezydowali tu przedstawiciele rodzin von Brocke, Ficke, Krüger - od roku 1865, Schmieden - 1884 r., Wilke - 1910 r. (wieś liczy 182 osoby) i von Borries - 1928 r.

## Zabytki i ciekawe miejsca
Najdalej na południe usytuowana była we wsi część rezydencjonalna, na którą składały się: dwór zwrócony fasadą na zachód oraz rozległy park dworski o pow. 7,46 ha, założony w poł. XIX wieku, stanowiący przejście pomiędzy założeniem dworskim w miejscowości w las. W parku rosną buki, graby, lipy i dęby. Przy granicy parku zachowały się aleje grabowe. Z ciekawszych gatunków rośnie tutaj kasztanowiec czerwony oraz daglezja zielona. W odległości ok. 100 m na południe od dworku umieszczona była piękna, wolno stojąca altana. W kierunku północnym od części rezydencjonalnej biegnie droga, po której prawej stronie mieści się niewielka liczba domów mieszkalnych. Na wschód od domów mieszkalnych znajduje się stodoła z czerwonej cegły. Po tej samej stronie drogi prowadzącej do wsi, w pobliżu stawu, istniała niegdyś gorzelnia pochodząca z początków XX wieku. Gorzelnia funkcjonowała po wojnie do drugiej połowy lat 50.
Naprzeciw budynków mieszkalnych rozciąga się podwórze wraz z budynkami gospodarczymi, jak chlewnia, stajnia, obora. Na zachód od wyżej opisanych obiektów rozciąga się droga prowadząca do wsi i dalej do miejscowości Czarnowęsy, przy jej lewej stronie znajduje się stodoła na podmurówce kamiennej, która pierwotnie składała się z trzech segmentów.
We wsi są dwa nieczynne cmentarze:
- ewangelicki, o pow. 0,20 ha przy wschodnim krańcu wsi koło wyrobiska żwiru
- rodowy, o pow 0,09 ha, z runem porośniętym bluszczem.

## Przyroda
Po prawej stronie drogi do Rąbina znajduje się stanowisko dokumentacyjne przyrody nieożywionej, forma geomorfologiczna - wzgórza kemowe, przekraczające wysokość 50 m n.p.m. i dochodzące do 115 m n.p.m. jako jedne z wyższych wzniesień gminy.

## Kultura i sport
We wsi działa Koło Łowieckie. 
Znajduje się tutaj asfaltowe boisko do siatkówki oraz kort tenisowy.

## Komunikacja
W Górach jest przystanek komunikacji autobusowej.